# Chiesa di San Martino Vescovo (Tromello)
La chiesa di San Martino Vescovo è la parrocchiale di Tromello, in provincia di Pavia e diocesi di Vigevano; fa parte del vicariato di Garlasco.

## Storia
La primitiva pieve di Tromello, anch'essa dedicata a San Martino di Tours, esisteva forse già verso l'anno mille; essa è comunque attestata con certezza nel 1259.
Da un atto del 1361 si apprende che l'edificio era dotato di una cappella dedicata a San Michele Arcangelo, costruita da Goffredo Panizzari; nel 1460 la chiesa, composta da una sola navata, risultava stretta e buia.
Nel 1622 iniziarono i lavori di rifacimento della parrocchiale, poi ultimati nel 1666; tra il 1829 e il 1835 la chiesa fu ingrandita mediante la costruzione delle navate laterali.
Nel 2004, in ossequio alle norme postconciliari, nel presbiterio fu collocato il nuovo altare rivolto verso l'assemblea.

## Descrizione

### Esterno
La facciata a salienti della chiesa, suddivisa da una cornice marcapiano in due registri, entrambi scanditi da paraste tuscaniche, presenta in quello inferiore i tre portali d'ingresso, due finestre a lunetta e un grande dipinto con soggetto San Martino e il povero, mentre quello superiore è caratterizzato da due finestrelle semicircolare e coronato dal timpano, in cui si legge la scritta "DOM / S. MARTINO EPISCOPO / PATRONO".
Annesso alla parrocchiale è il campanile a base quadrata, spartito in più ordini da cornici; la cella presenta su ogni lato una monofora ed è coronata dalla cupoletta poggiante sul tamburo.

### Interno
L'interno dell'edificio è suddiviso da pilastri, sorreggenti archi a tutto sesto sopra cui corre la trabeazione sulla quale si imposta la volta, in tre navate, sulle quali si affacciano le cappelle laterali; al termine dell'aula si sviluppa il presbiterio, a sua volta chiuso dall'abside semicircolare.
Qui sono conservate diverse opere di pregio, tra le quali la pala con soggetto la Madonna del Rosario, eseguita da Guglielmo Caccia, le due tele raffiguranti la Madonna dei Santi e la Deposizione del Cristo, realizzate da Giovanni Battista Crespi, e i dipinti realizzati da Pietro Ramella e da Paolo Maggi.